# Albumy numer jeden w roku 2021 (Korea Południowa)
Circle Album Chart – południowokoreańska lista przebojów, na której znajdują się najlepiej sprzedające się albumy Korei Południowej. Jest częścią Circle Chart, który został uruchomiony w lutym 2010 roku jako Gaon Chart. Dane są zestawiane przez Ministerstwo Kultury, Sportu i Turystyki oraz Korea Music Content Industry Association na podstawie tygodniowych/miesięcznych fizycznych sprzedaży albumów przez sześć głównych południowokoreańskich dystrybutorów: Kakao Entertainment, SM Entertainment, Sony Music Korea, Warner Music Korea, Universal Music i Stone Music Entertainment.

## Wykresy tygodniowe
| Data publikacji | Album                                 | Wykonawca           | Źródło |
| --------------- | ------------------------------------- | ------------------- | ------ |
| 2 stycznia      | Minisode1: Blue Hour                  | Tomorrow X Together | [ 3 ]  |
| 9 stycznia      | NCT 2020 Resonance Pt. 2              | NCT                 | [ 4 ]  |
| 16 stycznia     | The First Step: Treasure Effect       | Treasure            | [ 5 ]  |
| 23 stycznia     | Noir                                  | U-Know              | [ 6 ]  |
| 30 stycznia     | Dystopia: Road to Utopia              | Dreamcatcher        | [ 7 ]  |
| 6 lutego        | Hello Chapter Ø: Hello, Strange Dream | CIX                 | [ 8 ]  |
| 13 lutego       | 2nd Desire (Tasty)                    | Kim Woo-seok        | [ 9 ]  |
| 20 lutego       | Be                                    | BTS                 | [ 10 ] |
| 27 lutego       | Don't Call Me                         | Shinee              | [ 11 ] |
| 6 marca         | Zero: Fever Part.2                    | Ateez               | [ 12 ] |
| 13 marca        | Kick Back                             | WayV                | [ 13 ] |
| 20 marca        | The Renaissance                       | Super Junior        | [ 14 ] |
| 27 marca        | Lilac                                 | IU                  | [ 15 ] |
| 3 kwietnia      | Bambi                                 | Baekhyun            | [ 16 ] |
| 10 kwietnia     | All Yours                             | Astro               | [ 17 ] |
| 17 kwietnia     | Yellow                                | Kang Daniel         | [ 18 ] |
| 24 kwietnia     | Bambi                                 | Baekhyun            | [ 19 ] |
| 1 maja          | Border: Carnival                      | Enhypen             | [ 20 ] |
| 8 maja          | Beautiful Night                       | Yesung              | [ 21 ] |
| 15 maja         | Hot Sauce                             | NCT Dream           | [ 22 ] |
| 22 maja         | Hot Sauce                             | NCT Dream           | [ 23 ] |
| 29 maja         | Hot Sauce                             | NCT Dream           | [ 24 ] |
| 5 czerwca       | The Chaos Chapter: Freeze             | Tomorrow X Together | [ 25 ] |
| 12 czerwca      | Don't Fight the Feeling               | Exo                 | [ 26 ] |
| 19 czerwca      | Your Choice                           | Seventeen           | [ 27 ] |
| 26 czerwca      | Your Choice                           | Seventeen           | [ 28 ] |
| 3 lipca         | Hello Future                          | NCT Dream           | [ 29 ] |
| 10 lipca        | Butter                                | BTS                 | [ 30 ] |
| 17 lipca        | Butter                                | BTS                 | [ 31 ] |
| 24 lipca        | Butter                                | BTS                 | [ 32 ] |
| 31 lipca        | Empathy                               | D.O.                | [ 33 ] |
| 7 sierpnia      | Switch On                             | Astro               | [ 34 ] |
| 14 sierpnia     | Thrill-ing                            | The Boyz            | [ 35 ] |
| 21 sierpnia     | The Chaos Chapter: Fight or Escape    | Tomorrow X Together | [ 36 ] |
| 28 sierpnia     | Noeasy                                | Stray Kids          | [ 37 ] |
| 4 września      | Noeasy                                | Stray Kids          | [ 38 ] |
| 11 września     | Lalisa                                | Lisa                | [ 39 ] |
| 18 września     | Sticker                               | NCT 127             | [ 40 ] |
| 25 września     | Sticker                               | NCT 127             | [ 41 ] |
| 2 października  | Sticker                               | NCT 127             | [ 42 ] |
| 9 października  | Savage                                | Aespa               | [ 43 ] |
| 16 października | Dimension: Dilemma                    | Enhypen             | [ 44 ] |
| 23 października | Attacca                               | Seventeen           | [ 45 ] |
| 30 października | Attacca                               | Seventeen           | [ 46 ] |
| 6 listopada     | Maverick                              | The Boyz            | [ 47 ] |
| 13 listopada    | Formula of Love: O+T=<3               | Twice               | [ 48 ] |
| 20 listopada    | No Limit                              | Monsta X            | [ 49 ] |
| 27 listopada    | Rumination                            | SF9                 | [ 50 ] |
| 4 grudnia       | Christmas EveL                        | Stray Kids          | [ 51 ] |
| 11 grudnia      | Zero: Fever Epilogue                  | Ateez               | [ 52 ] |
| 18 grudnia      | Universe                              | NCT                 | [ 53 ] |
| 25 grudnia      | Eleven                                | Ive                 | [ 54 ] |

## Wykresy miesięczne
| Miesiąc     | Album                           | Wykonawca  | Sprzedaż  | Źródło |
| ----------- | ------------------------------- | ---------- | --------- | ------ |
| Styczeń     | The First Step: Treasure Effect | Treasure   | 266 894   | [ 55 ] |
| Luty        | Be                              | BTS        | 763 083   | [ 56 ] |
| Marzec      | Bambi                           | Baekhyun   | 591 944   | [ 57 ] |
| Kwiecień    | Border: Carnival                | Enhypen    | 522 136   | [ 58 ] |
| Maj         | Hot Sauce                       | NCT Dream  | 1 995 091 | [ 59 ] |
| Czerwiec    | Your Choice                     | Seventeen  | 1 391 964 | [ 60 ] |
| Lipiec      | Butter                          | BTS        | 2 490 969 | [ 61 ] |
| Sierpień    | Noeasy                          | Stray Kids | 1 127 800 | [ 62 ] |
| Wrzesień    | Sticker                         | NCT 127    | 2 277 575 | [ 63 ] |
| Październik | Attacca                         | Seventeen  | 1 968 829 | [ 64 ] |
| Listopad    | Christmas EveL                  | Stray Kids | 654 658   | [ 65 ] |
| Grudzień    | Universe                        | NCT        | 1 630 715 | [ 66 ] |